# Pagliaio

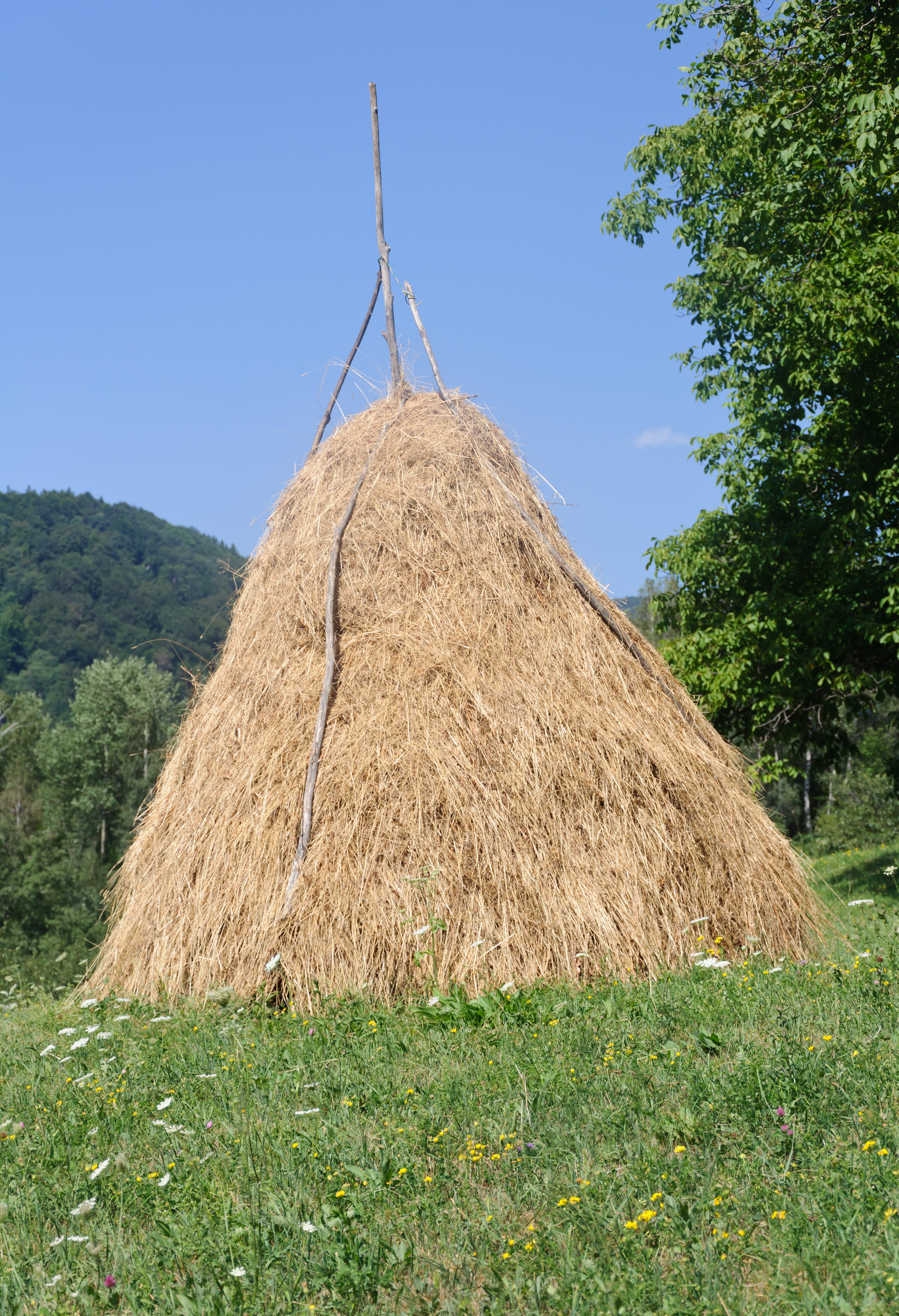
Tipico pagliaio in Romania

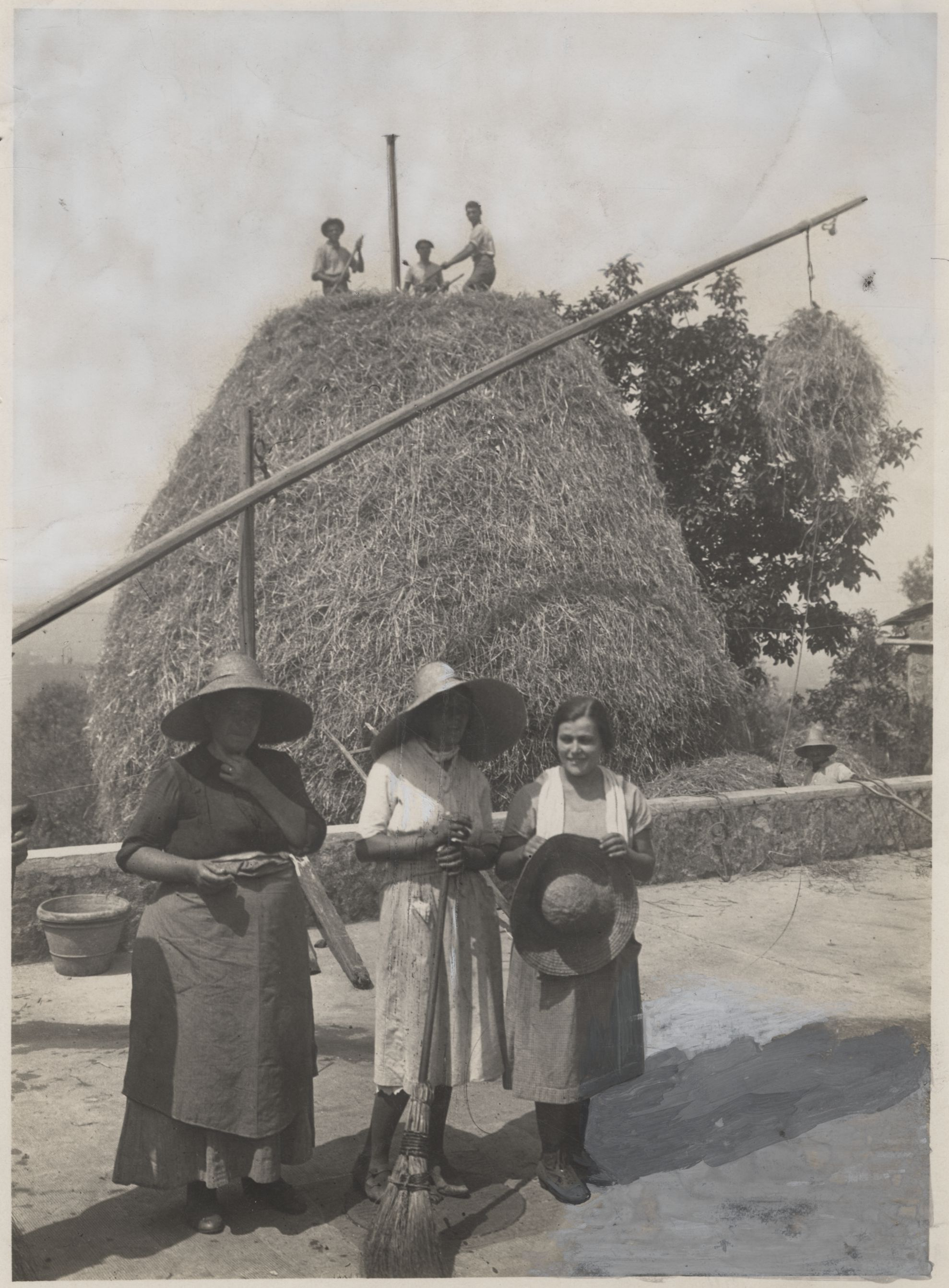
Costruzione di un pagliaio nel 1930

Il pagliaio è un caratteristico mucchio di paglia, impilata attorno ad un palo centrale (detto stollo) a formare un cono. Tale paglia è destinata ad essere usata come foraggio o lettiera per il bestiame.

## Storia
I pagliai erano diffusissimi sino agli inizi degli anni settanta sono oggi sostituiti da sistemi meccanizzati d'imballaggio della paglia allo scopo di ridurre le spese di movimentazione ed aumentarne la praticità d'uso.
Negli ambienti rurali e pastorali di tutto il continente europeo con il termine pagliaio si intendeva anche un tipo di rifugio temporaneo abitato da una famiglia o da un gruppo di lavoratori stagionali che vi soggiornavano per un determinato periodo dell'anno. Di norma era costituito da un unico ambiente, più o meno esteso, in cui ci si rifugiava e si raccoglievano le masserizie. Esso aveva carattere più o meno provvisorio ed era costruito per lo più con paglia disposta su una intelaiatura a capanna; in casi meno frequenti e per tipologie poco estese il pagliaio aveva pareti di pietra a secco, o più raramente di tronchi, con il tetto di paglia. Nelle varie tipologie era abitato dai carbonai nelle foreste durante il periodo della carbonificazione, dai pastori in altura durante il periodo estivo -quando seguivano le greggi nella transumanza estiva- oppure anche dagli agricoltori, nei periodi prossimi al raccolto di produzioni pregiate, per scoraggiare fenomeni di furto.